# Vinland (Kalifornia)
Vinland – obszar niemunicypalny w hrabstwie Kern, w Kalifornii (Stany Zjednoczone), na wysokości 98 m. Znajduje się około 4 km na północ od miasta McFarland.